# Eugen Reichenbach
Eugen Reichenbach (* 9. September 1840 in München; † 30. Juli 1926 in Kontopp, Schlesien) war ein deutscher Landschaftsmaler.

## Leben
Geboren als Sohn des Kaufmanns Friedrich Reichenbach und dessen Frau Clara, geb. Lindauer, wuchs Eugen Reichenbach in München auf und besuchte dort ein humanistische Gymnasium. 1858 begann er mit dem Studium der Chemie an der Ludwig-Maximilians-Universität München. Dort wurde er Mitglied des Corps Franconia. Nach vorübergehendem Wechsel an die Universität Göttingen kehrte er nach München zurück und schloss seine Studien mit dem Fachexamen und der Promotion zum Dr. phil. ab. Reichenbach wurde Assistent bei Justus Liebig, zog sich allerdings bei einer Explosion im Laboratorium eine schwere Verletzung zu und musste seinen Beruf aufgeben. Er wandte sich daraufhin der Malerei zu, bezog die Münchener Kunstakademie und widmete sich vor allem der Landschaftsmalerei. Mehrere seiner Werke gelangten in öffentliche Sammlungen. Das Aquarell „Der alte Hof in München“ befand sich in der Privatgalerie des Prinzregenten Luitpold von Bayern. 1920 zog Reichenbach zu seiner Tochter nach Schlesien, wo er im Alter von 86 Jahren einer Lungenentzündung erlag.